# Максіміліан Міттельштадт
Максіміліан Міттельштадт (нім. Maximilian Mittelstädt, нар. 18 березня 1997, Берлін) — німецький футболіст, захисник клубу «Штутгарт».

## Клубна кар'єра
Народився 18 березня 1997 року в місті Берлін. Вихованець футбольної школи клубу «Герта», з якою ставав чемпіоном Німеччини серед юнаків. З 2014 року став грати у другій команді «Герта II». 15 серпня 2015 року підписав свій перший професійний контракт з клубом, терміном на три роки. 2016 року виграв «Бронзову медаль Фріца Вальтера» у категорії гравців до 19 років.
2 березня 2016 року дебютував у Бундеслізі у поєдинку проти франкфуртського «Айнтрахта», вийшовши на заміну на 90-ій хвилині замість Саломона Калу. Станом на 20 червня 2019 року відіграв за берлінський клуб 51 матч в національному чемпіонаті.

## Виступи за збірні
2014 року дебютував у складі юнацької збірної Німеччини, взяв участь у 13 іграх на юнацькому рівні. З командою до 19 років брав участь у домашньому юнацькому чемпіонаті Європи 2016 року. На турнірі німці стали п'ятими, що дозволило команді пробитись і на молодіжний чемпіонат світу, що пройшов того ж року у Південній Кореї. Там німці дійшли до 1/8 фіналу.
З 2016 року залучався до матчів молодіжної збірної Німеччини, у її складі поїхав на молодіжний чемпіонат Європи 2019 року в Італії.

## Титули і досягнення
- Володар Кубка Німеччини (1):

«Штутгарт»: 2024-25